# Жизномир
Жизномир (укр. Жизномир) — село в Бучачской городской общине Чортковского района Тернопольской области Украини.
До 2020 года входило в Бучачский район.
Код КОАТУУ — 6121281101. Население по переписи 2014 года составляло 1583 человека.

## Географическое положение
Село Жизномир находится на правом берегу реки Стрыпа,
выше по течению на расстоянии в 1,5 км расположен город Бучач,
ниже по течению на расстоянии в 1,5 км расположено село Сороки.

## История
- 1606 год — первое упоминание о селе.

## Объекты социальной сферы
- Школа.
- Детский сад.
- Дом культуры.
- Фельдшерско-акушерский пункт.